# J. A. Topf & Söhne

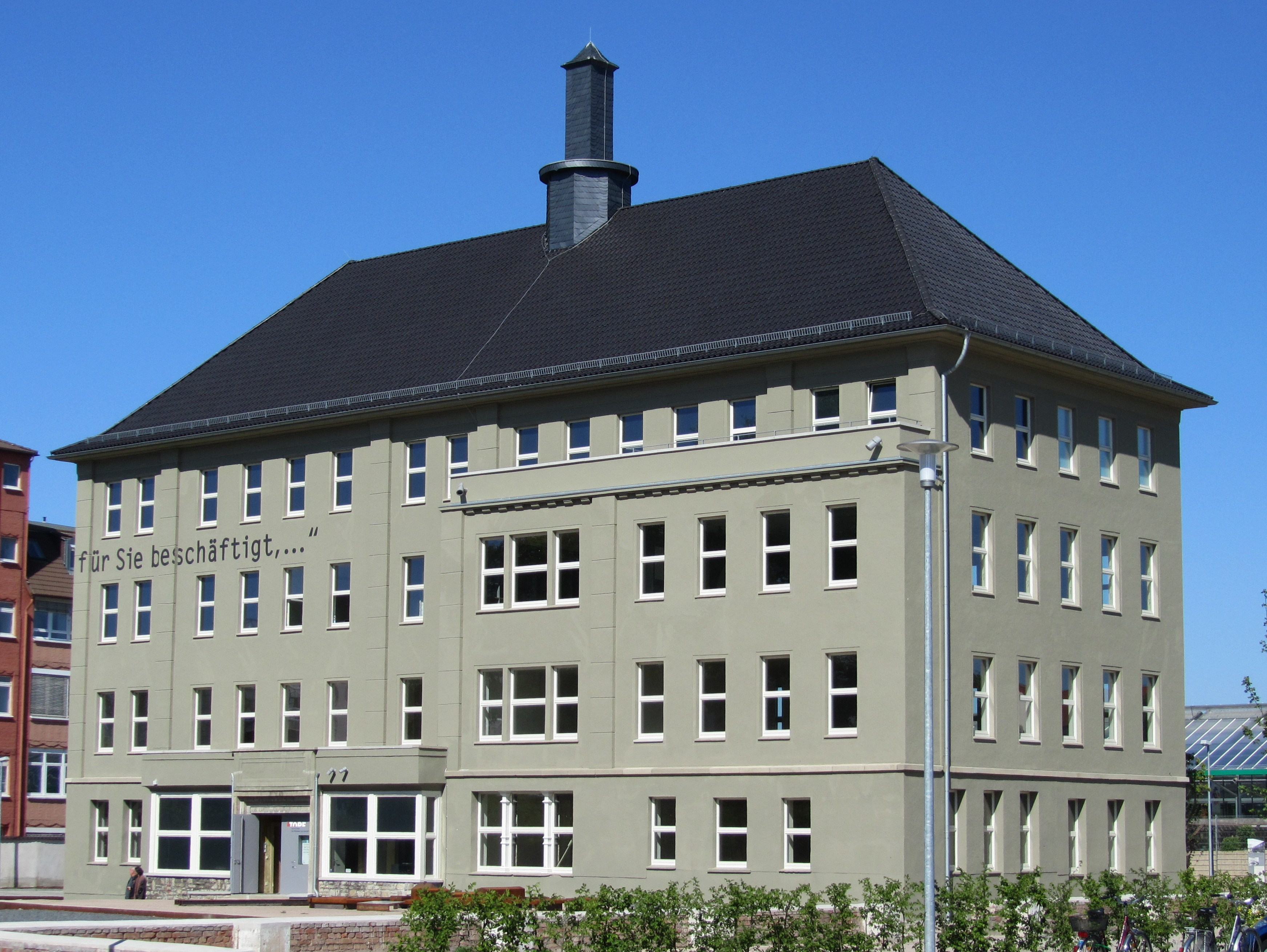
Topf & Söhne:s förvaltningsbyggnad i Erfurt, som idag hyser en minnesutställning.

J. A. Topf & Söhne var ett tyskt företag grundat 1878 i Erfurt, Thüringen, av Johann Andreas Topf. Firman specialiserade sig på förbränningsteknink. Främst tillverkades olika former av förbränningsugnar.

## Deltagande i Nazitysklands förintelseapparat

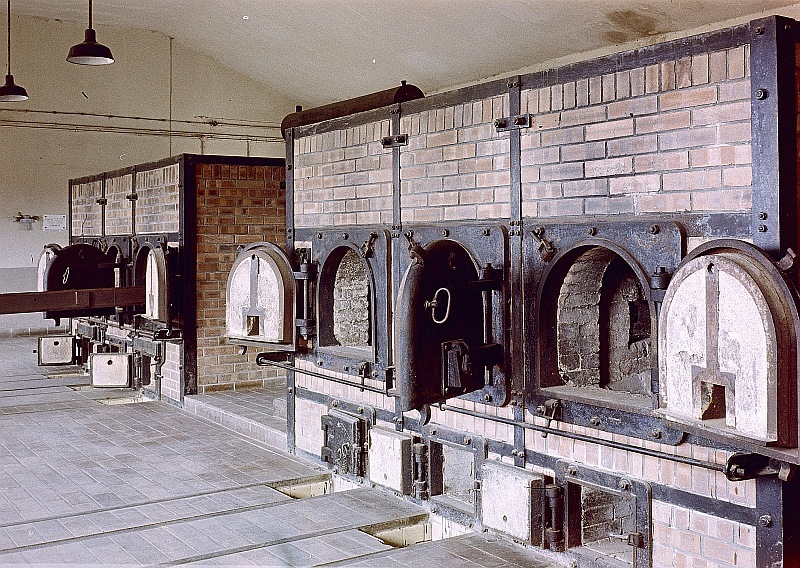
Krematorieugnar från Topf & Söhne i koncentrationslägret Buchenwald.

Företaget har blivit mest känt för att ha tillverkat krematorieugnar till koncentrationsläger i Nazityskland. På ugnarna fanns ofta skyltar som visade att det var denna firma som tillverkat ugnarna. De utvecklade även viss teknik för gaskammare som användes för avrättningar. I Auschwitz designade företaget även de gaskammare som byggdes in i fyra nya krematorier 1943.

## Efterkrigstiden
Efter kriget var Erfurt östtyskt. Företaget förstatligades 1948, bytte namn till Topfwerke Erfurt VEB och blev en del av VVB Nagima. Under olika skepnader och med skiftande verksamhet levde företaget vidare tills det gick i konkurs 1996.
I Västtyskland startade Ernst Wolfgang Topf 1951 ett nytt företag med det gamla namnet J. A. Topf & Söhne, bland annat med produktion av krematorieugnar. Det företaget gick i konkurs 1963.

## Erinnerungsort Topf & Söhne
År 2011 den 27 januari, på Förintelsens minnesdag, öppnade Erinnerungsort Topf & Söhne i Erfurt, en permanent utställning om företagets aktiva medverkan i Nazitysklands folkmord.